# 대한민국 민사소송법 제178조
대한민국 민사소송법 제178조는 교부송달의 원칙에 대한 민사소송법조문이다.

## 조문
제178조(교부송달의 원칙) (1) 송달은 특별한 규정이 없으면 송달받을 사람에게 서류의 등본 또는 부본을 교부하여야 한다.
(2) 송달할 서류의 제출에 갈음하여 조서, 그 밖의 서면을 작성한 때에는 그 등본이나 초본을 교부하여야 한다.

## 같이 보기
- 송달